# 七北田村
七北田村（ななきたむら）は、かつて宮城県にあった宮城郡の村。

## 沿革
- 1889年（明治22年）4月1日 - 町村制施行にともない、七北田村・市名坂村・上谷刈村・野村・古内村・松森村・荒巻村・北根村の区域を以て宮城郡七北田村が発足。
- 1931年（昭和6年）4月1日 - 仙台市と境界変更。荒巻と北根は境界変更により現在の青葉区の地域に属すことになる。
- 1955年（昭和30年）4月1日 - 根白石村と合併し、泉村が発足。同日七北田村廃止。

## 行政
- 歴代村長

| 代 | 氏名         | 就任                   | 退任                      | 備考 |
| -- | ------------ | ---------------------- | ------------------------- | ---- |
| 1  | 守屋成憲     | 1889年（明治22年）4月  | 1889年（明治22年）9月     |      |
| 2  | 岡貫一郎     | 1889年（明治22年）10月 | 1896年（明治29年）3月     |      |
| 3  | 犬飼清長     | 1896年（明治29年）4月  | 1900年（明治33年）11月    |      |
| 4  | 遠藤永次郎   | 1900年（明治33年）11月 | 1917年（大正6年）11月     |      |
| 5  | 馬場太郎兵衛 | 1917年（大正6年）11月  | 1925年（大正14年）11月    |      |
| 6  | 嶺岸新七     | 1926年（大正15年）4月  | 1930年（昭和5年）4月      |      |
| 7  | 守屋達成     | 1930年（昭和5年）5月   | 1931年（昭和6年）12月     |      |
| 8  | 若生直治     | 1931年（昭和6年）12月  | 1936年（昭和11年）4月     |      |
| 9  | 馬場太郎兵衛 | 1936年（昭和11年）5月  | 1944年（昭和19年）5月     | 再任 |
| 10 | 寺島三之助   | 1944年（昭和19年）5月  | 1946年（昭和21年）11月    |      |
| 11 | 梅森元吉     | 1947年（昭和22年）4月  | 1948年（昭和23年）8月     |      |
| 12 | 早坂平助     | 1948年（昭和23年）10月 | 1955年（昭和30年）3月31日 |      |